# Aitken (cratera)
Aitken vista da Apollo 17. Foto NASA.
Aitken é uma cratera localizada no lado negro da Lua, assim nomeada em homenagem a Robert Grant Aitken, um astrônomo americano especialista em sistemas estelares binários. Ela se localiza a sudeste da cratera Heaviside, e a norte da formação não-usual Van de Graaff. Ligada à borda sudoeste está Vertregt. A sudeste está a cratera menor Bergstrand.
A parede interna de Aitken possui terraços,e varia notavelmente com a porção mais estreita a sudoeste. A cratera Aitken Z se localiza através da parede norte interna. Logo ao norte da borda está a pequena cratera Aitken A, a qual é cercada por um cobertor de dejetos de material de albedo mais claro. O solo interno foi revestido no passado por um derrame de lava escura, especialmente na metade sul. Há ainda diversos pequenos impactos na parte leste do solo, uma linha de cordilheira central a leste do ponto-médio e uma linha de menores cordilheiras na metade oeste.
Essa cratera se localiza ao longo da borda norte da imensa Bacia do Polo Sul-Aitken, a qual foi nomeada assim por causa da cratera e do polo sul lunar, os dois pontos extremos dessa estrutura.

## Crateras-Satélite
Por convenção essas formações são identificadas em mapas lunares por posicionamento da letra no local do ponto médio da cratera que é mais próximo de Aitken.
| Aitken | Latitude | Longitude | Diâmetro |
| ------ | -------- | --------- | -------- |
| A      | 14.0° S  | 173.7° E  | 13 km    |
| C      | 14.0° S  | 175.8° E  | 74 km    |
| G      | 16.8° S  | 174.2° E  | 7 km     |
| N      | 17.7° S  | 172.7° E  | 7 km     |
| Y      | 12.0° S  | 173.2° E  | 35 km    |
| Z      | 15.1° S  | 173.3° E  | 33 km    |

### Obras em língua portuguesa
- Freitas Mourão, Ronaldo Rogério de (2008). Dicionário Enciclopédico de Astronomia e Astronáutica. Lexicon. ISBN 9788586368356

### Obras em língua inglesa
- Andersson, L. E.; Whitaker, E. A., (1982). NASA Catalogue of Lunar Nomenclature. [S.l.]: NASA RP-1097
- Blue, Jennifer (25 de julho de 2007). «Gazetteer of Planetary Nomenclature». USGS. Consultado em 5 de agosto de 2007
- B. Bussey; P. Spudis (2004). The Clementine Atlas of the Moon. New York: Cambridge University Press. ISBN 0-521-81528-2
- Cocks, Elijah E.; Cocks, Josiah C. (1995). Who's Who on the Moon: A Biographical Dictionary of Lunar Nomenclature. [S.l.]: Tudor Publishers. ISBN 0-936389-27-3
- McDowell, Jonathan (15 de julho de 2007). Lunar Nomenclature (Relatório). Jonathan's Space Report. Consultado em 24 de outubro de 2007
- Menzel, D. H.; Minnaert, M.; Levin, B.; Dollfus, A.; Bell, B. (1971). «Report on Lunar Nomenclature by The Working Group of Commission 17 of the IAU». Space Science Reviews. 12. 136 páginas
- Moore, Patrick (2001). On the Moon. [S.l.]: Sterling Publishing Co. ISBN 0-304-35469-4
- Price, Fred W. (1988). The Moon Observer's Handbook. [S.l.]: Cambridge University Press. ISBN 0521335000
- Rükl, Antonín (1990). Atlas of the Moon. [S.l.]: Kalmbach Books. ISBN 0-913135-17-8
- Webb, Rev. T. W. (1962). Celestial Objects for Common Telescopes 6th revision ed. [S.l.]: Dover. ISBN 0-486-20917-2
- Whitaker, Ewen A. (1999). Mapping and Naming the Moon. [S.l.]: Cambridge University Press. ISBN 0-521-62248-4
- Wlasuk, Peter T. (2000). Observing the Moon. [S.l.]: Springer. ISBN 1852331933